# Qiaokou
Qiaokou léase Chiáo-Kóu (en chino:硚口区, pinyin:Qiáokǒu qū) es un  distrito urbano bajo la administración directa de la ciudad-prefectura de Wuhan. Se ubica al este de la provincia de Hubei, sur de la República Popular China. Su área es de 46 km² y su población total para 2016 fue de +800 mil habitantes.

## Administración
El distrito de Qiaokou se divide en 11 pueblos que se administran en subdistritos.